# وزارة الشباب والرياضة (إيران)
وزارة الشباب والرياضة (بالفارسية: وزارت ورزش و جوانان) هي الوزارة الحكومية لشئون الشباب والرياضة في إيران. تأسست في عام 2010 بعد حل منظمة التربية البدنية .

## امتلاك برسيبوليس واستقلال
تمتلك وزارة الرياضة والشباب ناديين رئيسيين من إيران، نادي برسبوليس ونادي استقلال طهران . يطالب أنصار هذه الأندية بالخصخصة منذ سنوات عديدة. كما اختارت وزارة الرياضة والشباب مديري برسيبوليس واستقلال. في 18 يونيو 2019، احتج أنصار بيرسيبوليس ضد إيراج عرب، مجلس الإدارة ووزارة الشباب والرياضة،  بسبب إمكانية إنهاء التعاون مع مدربهم. وردت شرطة مكافحة الشغب على احتجاجات أنصار برسبوليس. أيضا، احتجاج أنصار الاستقلال في الماضي.

## الوزراء
- محمد عباسي (3 أغسطس 2011)   - 17 أغسطس 2013)
- رضا صالحي أميري (17 أغسطس 2013   - 28 أكتوبر 2013 ، بالنيابة)
- محمد شريعتمداري (28 أكتوبر 2013)   - 17 نوفمبر 2013 ، بالنيابة)
- محمود جودارزي (17 نوفمبر 2013   - 19 أكتوبر 2016)
- نصر الله سجادي (19 أكتوبر 2016   - 1 نوفمبر 2016 ، بالنيابة)
- مسعود سلطانيفار (1 نوفمبر 2016   - حاضر)

## روابط خارجية
- الموقع الرسمي